# Joel Brinkley
Pour les articles homonymes, voir Brinkley.
Joel Brinkley Graham, né le 22 juillet 1952 à Washington DC et mort dans la même ville le 11 mars 2014 (à 61 ans), est un chroniqueur  américain. Au terme d'une carrière de 23 ans pour le quotidien The New York Times, il enseigne le journalisme à l'Université Stanford, de 2006 à 2013. Son travail a été récompensé par le prix Pulitzer du reportage international en 1980. 